# Дом-музей Мао Дуня (Учжэнь)
Дом-музей Мао Дуня (кит. упр. 茅盾故居, пиньинь Máo Dùn Gùjū) открыт в посёлке Учжэнь провинции Чжэцзян в день рождения писателя, 4 июля 1985 года.

## О музее
Музей открыт в доме, где китайский писатель Мао Дунь провёл детство и отрочество, а также жили несколько поколений его предков.
Здание построено в традиционном китайском стиле в середине XIX века. Для открытия музея к имевшимся помещениям площадью 650 м² было докуплено несколько соседних зданий. В результате общая площадь музея составляет 1731 м².
В музее действует три постоянных экспозиции: «Учжэнь — родина Мао Дуня», «Путь Мао Дуня» и «Дом Мао Дуня».
С 13 января 1988 года музей включён в число охраняемых памятников Китая.
Музей открыт для посещения ежедневно с 8 до 16 часов.

## Галерея

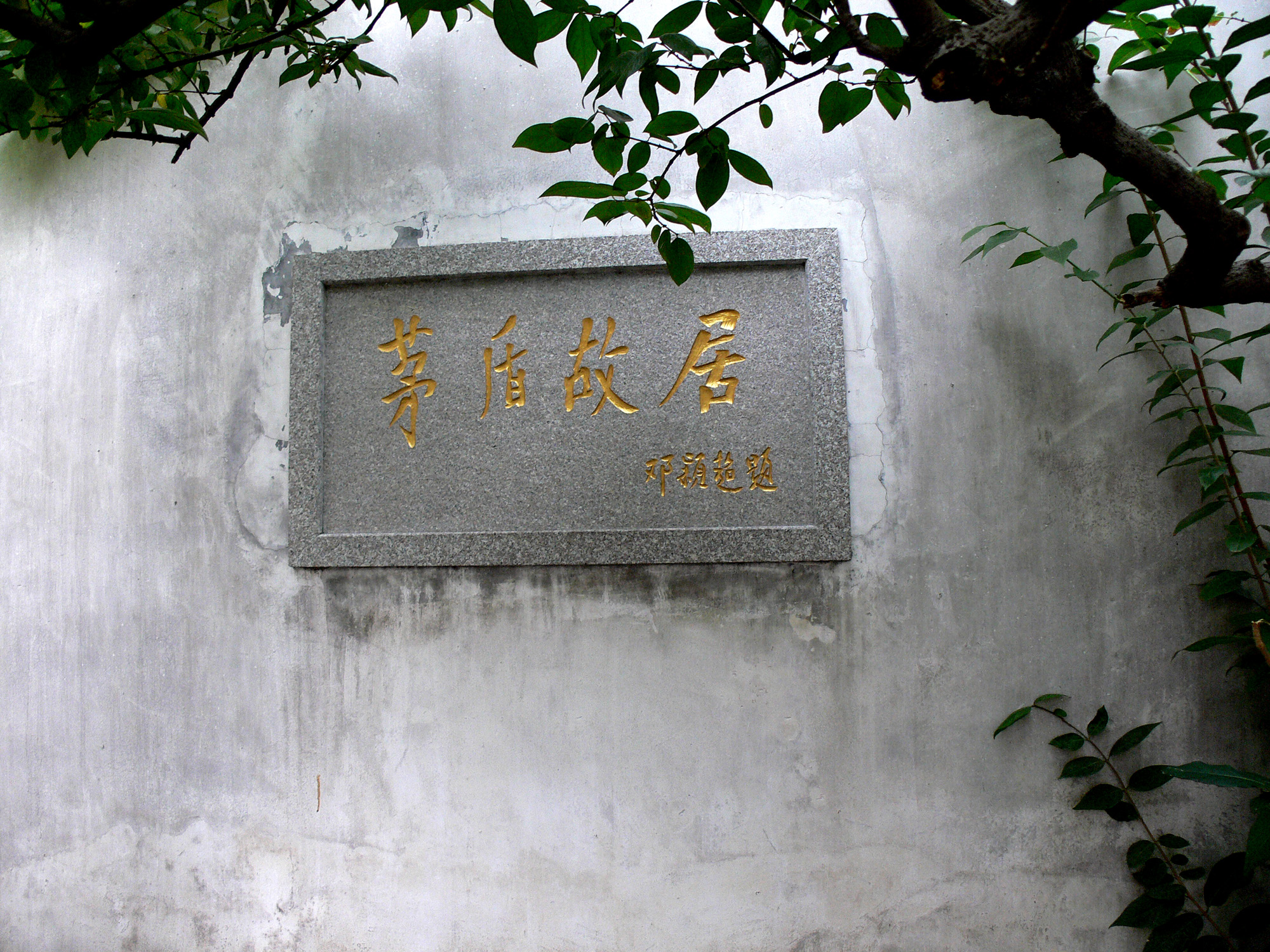
Табличка с названием музея
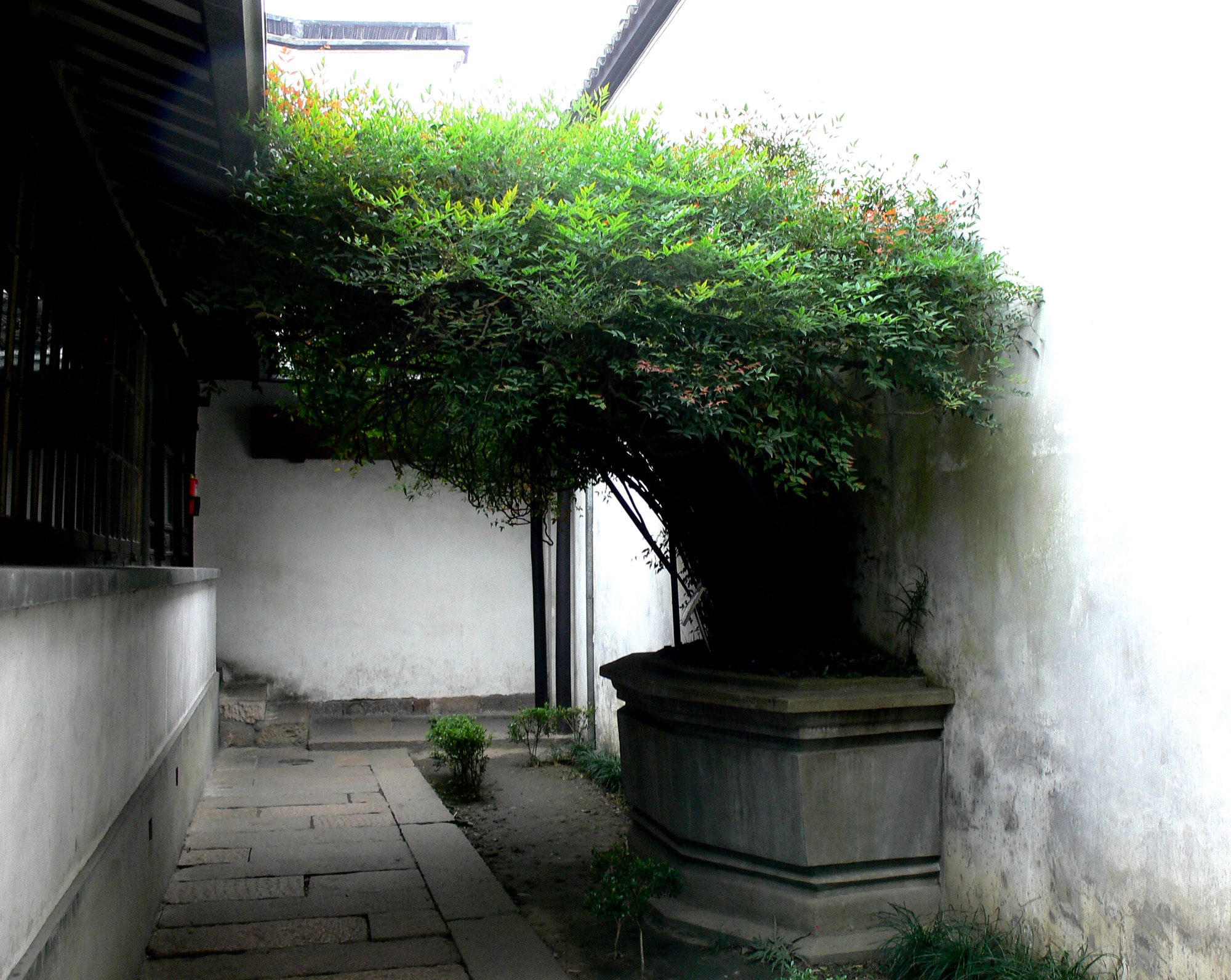
Выращенная Мао Дунем нандина
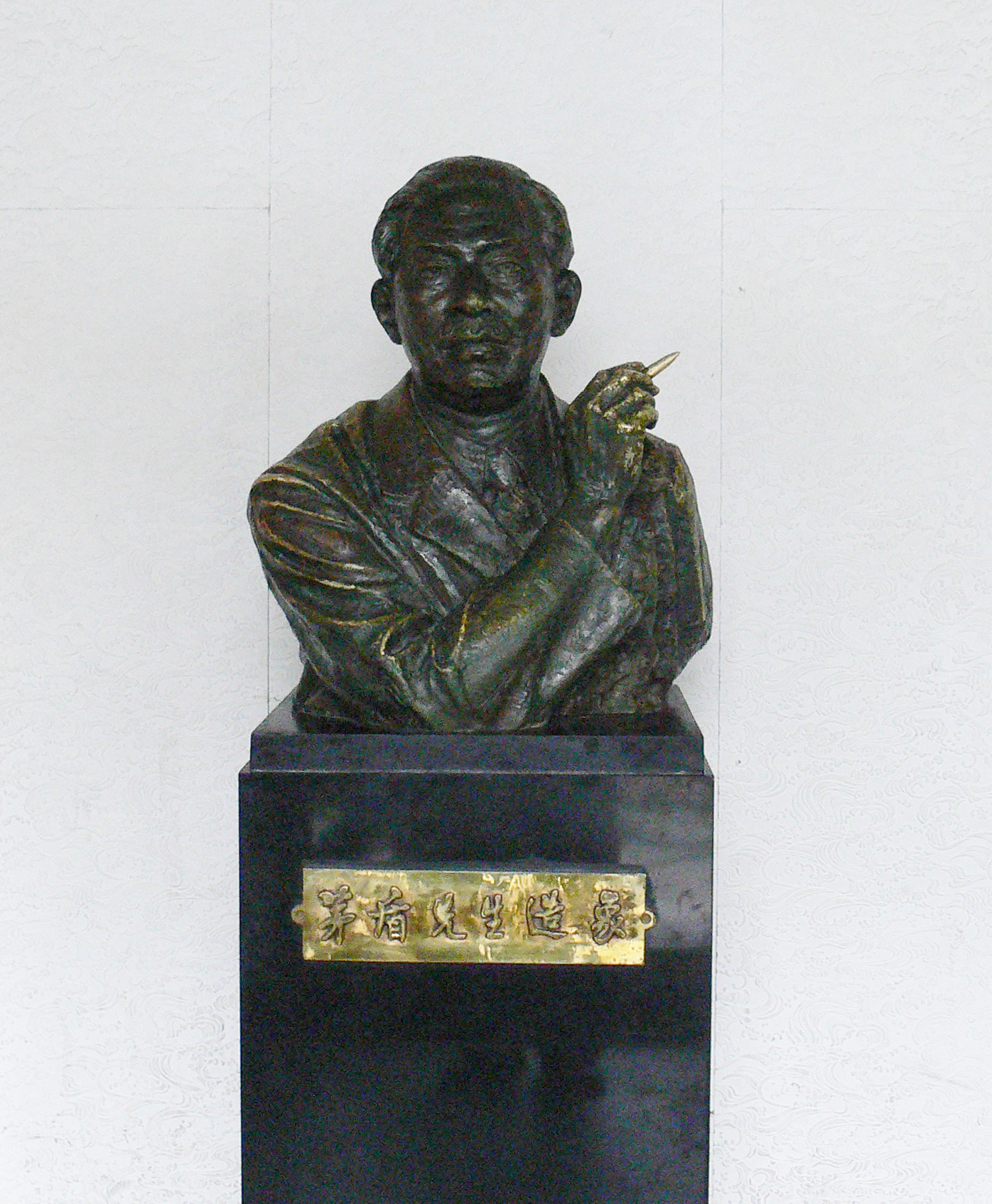
Бюст Мао Дуня в музее